# Duguetia dicholepidota
Duguetia dicholepidota är en kirimojaväxtart som beskrevs av Carl Friedrich Philipp von Martius. Duguetia dicholepidota ingår i släktet Duguetia och familjen kirimojaväxter. Inga underarter finns listade i Catalogue of Life.